# كوجي نوغوشي
كوجي نوغوشي (باليابانية: 野口 幸司) (مواليد 5 يونيو 1970)، هو لاعب كرة قدم ياباني سابق كان يلعب كمهاجم. سبق له أن لعب مع منتخب اليابان.

## وصلات خارجية
- كوجي نوغوشي على موقع رابطة كرة القدم اليابانية للمحترفين (اليابانية)
- كوجي نوغوشي على موقع قاعدة بيانات كرة القدم.إي يو (الإنجليزية)
- كوجي نوغوشي على موقع ناشيونال فوتبول تيمز (الإنجليزية)
- كوجي نوغوشي على موقع عالم كرة القدم.نت (الإنجليزية)

- National Football Teams
- Japan National Football Team Database